# Harm Huges
Harm Huges (Gasselternijveen, 14 februari 1874 – Gasselte, 23 februari 1927) was houthandelaar en burgemeester van Gasselte.

## Leven en werk
Harm Huges, zoon van de houthandelaar, aannemer en burgemeester Albertus Huges en Lummechien Spier, nam na het overlijden van zijn vader de houthandel over. Zijn oom en halfbroer van zijn vader Jan Huges nam het burgemeestersambt over. Oom Jan Huges verruilde na vier jaar het burgemeestersambt voor de provinciale politiek. Na het vertrek van diens opvolger Jakob Adams, werd Harm, alsnog in het voetspoor van zijn vader, in 1920 benoemd tot burgemeester van Gasselte. Hij was daarmee het derde lid van de familie Huges, die dit ambt in Gasselte vervulde. Het ambt van burgemeester zou minder bij hem hebben gepast dan het vak van houthandelaar.
Huges was ongehuwd. Hij overleed in 1927 aan leukemie.